# Pierre Moessinger
Pierre Moessinger, né en 1943 à Winterthour, est un psychologue et sociologue suisse.  

## Biographie
Docteur en sociologie, il a étudié le développement cognitif de l'enfant (avec Jean Piaget) et la sociologie (avec Raymond Boudon) à l'université de Genève. Il a été collaborateur au Centre international d'épistémologie génétique, chercheur au FNS et à l'EPFL, postdoctoral associate à l'université du Minnesota, professeur invité à Columbia University et à l'Université de Montréal
Son travail vise principalement les liens entre psychologie et sociologie (liens micro-macro).
Il a fondé la revue New Ideas in Psychology, qu'il a dirigée de 1982 à 1992. 
Il est professeur retraité de l'université de Genève depuis 2008.

## Position théorique et thèmes de travail
Les travaux de Pierre Moessinger sont essentiellement interdisciplinaires, reliant psychologie, psychologie sociale, et sociologie à propos de thématiques telles que l'ordre social, l'organisation, les décisions collectives, les dynamiques sociales (diffusion, seuils critiques, renversements de situation), ainsi que la culture, l'identité, et la non rationalité individuelle. Le philosophe Mario Bunge le considère comme le dernier disciple de Jean Piaget.

## Ouvrages
- La Psychologie morale, Paris, PUF (« Que sais-je ? »), 1989.
- Les Fondements de l'organisation, Paris, PUF (Collection Le Sociologue), 1991.
- Irrationalité individuelle et ordre social, Genève, Droz, 1996.
- Décisions et procédures de l'accord, Paris, PUF(Collection Le Sociologue), 1998.
- Le Jeu de l'identité, Paris, PUF, (Collection Le Sociologue), 2000.
- Voir la société : Les Liens micro-macro, Paris, Hermann, 2008  (ISBN 978-2705666743)
- Au coeur de la sociologie : Émergence et liens micro-macro. Paris, Hermann, 2021.
- Le sens de la vie humaine selon ChatGPT. Orlando, KDP, 2023.
- Le jeu de l'identité et la dualité de l'Occident. Paris, L'Harmattan, 2024.